# Кристијан Каш
Кристијан Каш (норв. Kristian Kahrs; Трондхејм, 2. фебруар 1972) је норвешки новинар и политички активиста, бивши мајор норвешке армије и припадник КФОР-а на Косову и Метохији, који тренутно живи у Београду.

## Биографија
Рођен је 2. фебруара 1972. године у Трондхејму. Од 1994. до 1997. године је студирао новинарству у САД. Радио је као новинар Асошијетед преса.
На Косово и Метохију је дошао 12. јануара 2000. године као норвешки мајор у саставу КФОР-а. Како сам тврди, у то време је био глобалиста и имао пуно поверење у НАТО и ЕУ, а од албанског становништва је уживао симпатије.
У Србију се први пут преселио 2004. године, да би се у Норвешку вратио 2007. године у покушају да покрене политичку каријеру. Ипак, 2015. године се дефинитивно преселио у Београд, где и данас живи. У међувремену је научио српски језик.
Противи се признању независности Косова.